# Alexander Friedländer
Alexander Friedländer (* 19. September 1819 in Brilon; † 13. September 1858 auf dem Atlantik beim Brand der Austria auf der Überfahrt nach Amerika) war ein deutscher Hochschullehrer und Aktivist der Deutschen Revolution 1848/49.

## Leben
Friedländer war der Sohn des Kaufmanns Abraham Friedländer und Enkel des Landesrabbiners Josef Friedländer. Von 1837 bis 1839 studierte Alexander Friedländer in Bonn und ab 1839 in Heidelberg, wo er 1841 mit einer mit einem Preis ausgezeichneten Arbeit promoviert wurde. 1842 arbeitete er ein Jahr am Stadtgericht in Brilon. Obwohl Jude wurde er 1842 an der Universität Heidelberg als Privatdozent zugelassen. Dort veröffentlichte er 1847 sein Hauptwerk Juristische Encyclopädie, in der er die einzelnen Zweige der Rechtswissenschaft philosophisch systematisierte.
Während der Unruhen von 1848/49 wurde er als Mitglied des Heidelberger Demokratischen Vereins öffentlich aktiv. Er beteiligte sich an verschiedenen Protestaktionen und verfasste Artikel. 1850 wurde er dafür verhaftet und zu einer mehrjährigen Haftstrafe verurteilt. Dank des Einsatzes seiner Familie und der Briloner Bürgerschaft sowie aufgrund seines schlechten Gesundheitszustandes wurde er mit der Auflage, nach einem Erholungsaufenthalt in Brilon nach Amerika auszuwandern, begnadigt. Am 13. September 1858 wanderte er aus und kam bei dem Brand des Dampfschiffs Austria, welches ihn nach Amerika bringen sollte, ums Leben.

## Veröffentlichungen
- Die Lehre von der unvordenklichen Zeit. Teil 1, Dogmengeschichte und Römisches Recht. (digitale-sammlungen.de) 2, Canonisches, Deutsches Recht und System. (books.google.de) R. G. Elwert, Marburg 1843.
  - Dietmar von der Pfordten: Leipzig Kritische Jahrbücher für deutsche Rechtswissenschaft. Jahrgang 8, Band 15, 1844, S. 29–45 (dlib-zs.mpier.mpg.de PDF; 4,1 MB,  Rezension).
- Juristische Encyclopädie oder System der Rechtswissenschaft. J. Groos, Heidelberg 1847.
- Gegen die Todesstrafe. Ein Wort an die zur Berathung des Strafgesetzbuchs zusammentretenden ständischen Ausschüsse Preussens. Brilon 1847.